# 시조인노 다이나곤
시죠인 다이나곤(일본어: 七条院大納言 しちじょういんのだいなごん[*], 생몰년 미상)은 가마쿠라 시대의 여류가인이다.
정3위 곤츄나곤 산죠 사네츠나와 미카와노나이시 사이에서 태어났다. 타카쿠라 천황의 텐지로 출사했다는 설이 있으나, 텐지였던 것은 자매이지, 본인이 아닌 것으로 보인다. 다만 타카쿠라인 또는 켄레이몬인 등을 모셨을 가능성이 지적되고 있다. 후에 시치죠인 후지와라노 쇼쿠시의 뇨보가 되었다. 우타에 재능을 평가받아, 고토바인 가단에서 우타아와세에 참가하여 『신코킨와카슈』, 『신쵸쿠센와카슈』에 입집했다. 사가집은 전존하지 않는다.
『켄레이몬인 우쿄다이부집(建礼門院右京大夫集)』 일부 전본의 오서에 다르면 이 책은 작자 자필본에서 시치죠인 다이나곤이 필사해 쇼메이몬인 코사이쇼에게 전달됐다고 한다. 또, 이 책에 따르면, 어느 때, 켄레이몬인 우쿄다이부가 타카쿠라 천황의 피리 소리를 칭찬했더니, 어차피 마음에도 없는 말을 하고 있을 것이라고 천황에게 말해서 나 같은 기분 따위는 헛되이 하지 않을까 하고 슬퍼져서, "그렇다면 덧없어도 일시에 마음을 비울 수 없을까"라고 중얼거렸던 우타가, "다이나곤기미라고 하는 말은 산죠 내대신의 뇨고와 들음" 인물로부터 천황의 귀에 들어가, "후에타케의 정곡을 속삭이는 사람의 말을 울린다"라고 답가를 받았다고 한다. 이 산죠 키미노리의 딸 "다이나곤기미"는 시치죠인 다이나곤과 동일 인물로 생각되며, 이로 인해 할아버지 키미노리의 양녀로 출사하여 켄레이몬인 우쿄다이부와 교류가 깊었음이 알려진다.

## 작품

### 칙찬집
| 가집명       | 작자명 표기 | 가수         | 가집명 | 작자명 표기     | 가수 | 가집명         | 작자명 표기     | 가수 |
| ------------ | ----------- | ------------ | ------ | --------------- | ---- | -------------- | --------------- | ---- |
| 센자이와카슈 |             | 신코킨와카슈 |        | 시죠인 다이나곤 | 3    | 신쵸쿠센와카슈 | 시죠인 다이나곤 | 1    |

### 테이스카ㆍ우타아와세
| 명칭       | 시기                       | 작자명 표기      | 비고                                    |
| ---------- | -------------------------- | ---------------- | --------------------------------------- |
| 影供歌合   | 1203년 (겐닌 3년) 6월 16일 | 뇨보 다이나곤    | 1패 2무                                 |
| 春日社歌合 | 1204년 (겐큐 원년)         | 뇨보 다이나곤    | 하치죠인 타카쿠라와 대결. 1승 1패 1무   |
| 元久詩歌合 | 1205년 (겐큐 2년) 6월 15일 | 다이나곤노츠보네 | 후지와라노 요리노리와 대결. 2승 1패 1무 |